# Елонгація (астрономія)
Елонга́ція — астрономічний термін, що означає кутову відстань між двома світилами із Землею як точкою відліку.
Найважливіші приклади використання елонгації:
- елонгація між Сонцем і Місяцем (використовується при визначенні фаз Місяця, для вирахування затемнень);
- елонгація між Сонцем і планетою (використовується при визначенні видимості, яскравості планети);
- елонгація між зіркою та іншим небесним тілом (для обчислення координат небесного тіла використовуються координати зірок із зоряного каталогу та спостережувані кутові відстані від них до досліджуваного небесного об'єкта).

Термін використовується також для позначення кутової відстані між двома точками небесної сфери.
Найкращі умови видимості внутрішніх планет настають, коли вони перебувають поблизу максимальних елонгацій: східної (вечірньої) і західної (ранкової). Максимальні елонгації для Меркурія та Венери не перевищують 28 і 47 градусів відповідно.

## Обчислення елонгації за сферичними координатами небесних об'єктів
Знаючи сферичні координати (горизонтальні, екваторіальні, екліптичні) двох світил легко можна визначити кутову відстань між ними:
{\displaystyle E=\operatorname {arccos} (\sin H_{1}\sin H_{2}+\cos H_{1}\cos H_{2}\cos(D_{1}-D_{2}))\,}
де
- Е — елонгація
- H — координата висоти світила: висота над площиною горизонту h, схилення δ, екліптична широта β
- D — координата напрямку: азимут A, пряме сходження α (RA), екліптична довгота λ.

Для коректного обчислення на комп'ютері величини координат слід перевести в радіанну міру.
Недоліком цієї формули є те, що за малих величин елонгації необхідна висока точність обчислень.
За цією ж формулою можна визначати кутову відстань між двома земними об'єктами, наприклад, між двома містами, знаючи їх координати — широту та довготу. Але точність формули в цьому випадку менша, оскільки Земля має форму не кулі, а геоїда.